# Мухортикова, Екатерина Алексеевна
Екатерина Алексеевна Мухортикова (род. 27 января 1988, Курган, СССР) — российская спортсменка. Двукратная чемпионка Европы, двенадцатикратная чемпионка России по ушу-саньда. Работает судебным приставом в управлении федеральной службы судебных приставов по Курганской области, специальное звание лейтенант внутренней службы. Мастер спорта России.

## Биография
Екатерина Алексеевна Мухортикова родилась 27 января 1988 года в городе Кургане Курганской области.
Екатерина решила заниматься боевым видом спорта ушу-саньда, после того как её побил хулиган в районе Рябково (Курган). Записалась Екатерина в ДЮСШ № 5 города Кургана на секцию ушу. Первый и нынешний тренер Екатерины — Сергей Викторович Быков. Физические данные Екатерины были плюсом для неё.
Первое в своей жизни состязание для Екатерины состоялось в городе Шадринск (Курганская область). Это было первое и последние соревнование где в пару с Екатериной ставили мальчиков. Потом последовали победы в УрФО.
Екатерине предлагали выступать за Екатеринбург, но она отказалась. На данный момент Екатерина проживает в Кургане и выступает за город Курган.
2005 и 2006 года — чемпионка России. Последующие победы в международных соревнованиях. В 2010 — чемпионка Европы.
В 2010 году окончила с красным дипломом Курганский государственный университет, факультет психологии, валеологии и спорта по специальности «учитель-логопед».
Работала тренером-преподавателем муниципального бюджетного образовательного учреждения дополнительного образования детей "Детский (подростковый) центр «Мостовик» города Кургана, преподавала ушу-саньда.
Работает судебным приставом по обеспечению установленного порядка деятельности судов в управлении федеральной службы судебных приставов по Курганской области. Получает второе высшее образование на юридическом факультете КГУ.

## Достижения
- Победительница Кубка мира по кикбоксингу (2010)
- Призёр чемпионата мира по смешанным боевым искусствам (ММА, 2012)
- Победительница чемпионата Европы по ушу-саньда (2010, 2012)
- Победительница Олимпиады боевых искусств «Восток-Запад»-2007 по ушу-саньда
- Победительница первенства России по ушу-саньда (2003, 2005, 2006)
- Чемпионка России по ушу-саньда (2007, 2009, 2010, 2011, 2012, 2015)
- Призёр чемпионатов России (2-е место: 2006; 3-е место: 2008)
- Призёр чемпионатов мира по ушу-саньда (2-е место в Малайзии: 2006; 3-е место в Китае: 2007)
- Лучший спортсмен Зауралья в неолимпийских видах спорта (2010)

## Награды и звания, премии
- Медаль «За заслуги», Федеральная служба судебных приставов[2]
- Мастер спорта России
- Общественная премия «Щит и роза», 2016 год, «За высокие спортивные достижения и повышение авторитета российского спорта»[3].